# Cărand
Cărand – wieś w Rumunii, w okręgu Arad, w gminie Cărand. W 2011 roku liczyła 593 mieszkańców. 